# Aulo Claudio Cárace
Aulo Claudio Cárace (en latín: Aulus Claudius Charax) fue un senador romano que vivió en el siglo II, y desarrolló su cursus honorum bajo los reinados de Trajano, Adriano, Antonino Pío, y Marco Aurelio. Fue cónsul sufecto en el año 147 junto con Quinto Fuficio Cornuto.

## Vida y carrera política
El cursus honorum de Cárace se conoce en parte por una inscripción griega erigida en la ciudad de Pérgamo.
Bernard Remy, en su monografía sobre los Fasti de las provincias de Asia Menor, sugiere que mientras viajaba por las provincias orientales, el emperador Adriano conoció a Cárace. Existe amplia evidencia de que Cárace era muy rico y sus posesiones incluían una gran fábrica de tejas. Teniendo considerables riquezas y siendo un hombre culto, evidentemente apeló a este emperador helenófilo que decidió facilitar su elección como cuestor en la provincia senatorial de Sicilia,  ingresando en el orden senatorial. La inscripción de Pérgamo agrega la nota desconcertante de que fue elegido inter aedilicios como edil, lo que tiene más sentido si Cárace se hubiera saltado el cargo de cuestor. Remy sugiere que la persona que escribió la inscripción puede haber estado confundida acerca de los detalles de la elección de Cárace. Anthony Birley sugiere que esto podría "indicar  que jugaba algún papel especial en el Senado, en el momento de la adhesión de Antonino Pío".
En cualquier caso, luego de esto, Cárace desempeño la magistratura de pretor, luego de lo cual realizó una serie de promociones a lo que Remy describe como un ritmo muy rápido. Fue nombrado curator de la Vía Latina y Géza Alföldy fecha este cargo desde aproximadamente el año 138 hasta aproximadamente el 141. A esto le siguió inmediatamente el cargo de legatus o comandante de la Legio II Augusta, estacionada en Britania, que Alföldy fecha entre los años 141 y 144 aproximadamente. Durante estos años, la legión participó en las campañas del gobernador Quinto Lolio Úrbico en Caledonia, con la construcción del Muro Antonino. Luego fue nombrado gobernador de Cilicia, cargo que Alföldy data inmediatamente después de que Cárace dejara su cargo como legado hasta alrededor de la época de su consulado en el año 147, lo que indica que es posible que fuera cónsul in absentia.